# 延妮·斯特内
延妮·斯特内（挪威語：Jenny Stene，1998年3月8日—），挪威女子射击运动员，2023年欧洲运动会女子50米步枪三姿、女子50米步枪三姿金牌得主、女子10米气步枪团体银牌得主和混合团体50米步枪三姿铜牌得主。